# Filentomor
Filentomor (Philentoma) är ett släkte i familjen vangor inom ordningen tättingar.

## Arter i släktet
Släktet Philentoma omfattar endast två arter som förekommer från södra Thailand till Java:
- Rostvingad filentoma (P. pyrhoptera)
- Purpurbröstad filentoma (P. velata)

## Familjetillhörighet
Släktet har länge flyttats runt mellan olika familjer. Fram tills nyligen placerades arterna istället i familjen skogstörnskator (Tephrodornithidae) med släktena Hemipus och Tephrodornis. Studier visar dock att denna grupp är nära släkt med vangorna och flyttas nu allmänt dit.